# Horst Christill
Horst Christill (* 1959 in Annweiler am Trifels) ist ein  deutscher Kirchenmusiker und Komponist geistlicher Werke und Neuer Geistlicher Lieder.

## Leben
Christill studierte 1976 zunächst Musikerziehung mit Hauptfach Klavier an der Musikhochschule Saarbrücken und 1983 Kirchenmusik, später an der Johannes Gutenberg-Universität Mainz. Von 1989 bis 1995 war Horst Christill Kantor in Dornburg-Frickhofen und als Bezirkskantor im Kirchenbezirk Limburg an der Lahn tätig. Von 1995 bis 1999 war er Keyboarder und Pianist der Band "Habakuk". Von 1996 bis 2018 war Christill katholischer Kantor am von der katholischen und evangelischen Gemeinde simultan benutzten Dom in Wetzlar und Bezirkskantor im katholischen Kirchenbezirk Wetzlar. Daneben war er Mitglied im Arbeitskreis Kirchenmusik und Jugendseelsorge im Bistum Limburg. Seit 2019 ist er Dekanatskantor in Landau und Sonderbeauftragter für NGL (Neues Geistliches Lied) im Bistum Speyer. Am 21. April 2025 wurde er im Rahmen einer feierlichen Messe am Ostermontag offiziell als Dekanatskantor verabschiedet und trat am 01. Juni desselben Jahres in den Ruhestand.

## Werke
Lieder zu Texten von Eugen Eckert:
| - Besser als ich noch, 1999 - Deinen Weg - Der Engel sprach - Es ist Zeit, Gott, hohe Zeit - Frieden ist der alte Traum, 1999 - Gib mir die Ohren der Hirten - Heilig ist Gott, mein Halt, 1999 - Hirten gebt Acht - In deinen Händen steht die Zeit - Lamm Gottes, für uns gegeben - Noch ist es Nacht | - Offen für dein Kommen - Sei behütet Tag und Nacht - Stille, finde mich - Tausend Sterne oder mehr - Über Gott nur reden - Und dann sing ich - Und dann warst du da - Wege zur Krippe - Weil der Himmel uns braucht - Wir bitten für alle mit kraftlosen Händen |